# Золото (фильм, 1969)
«Золото» — советский художественный фильм, военная драма режиссёра Дамира Вятича-Бережных, вышедший в 1969 году.
Фильм снят по одноименному роману Бориса Полевого.

## Сюжет
Старший кассир банка Митрофан Ильич Корецкий решает не эвакуироваться из приграничного с Латвией городка. С ним осталась юная машинистка Муся  Волкова — она не успела к транспорту.
В здание банка два бойца принесли драгоценности, которые были подобраны из почтового вагона взорванного эшелона. Под самым носом у немецких солдат кассир и машинистка выносят более 17 кг драгоценностей из города. Фашисты узнают о ценном грузе и начинают поиск беглецов.
В дороге Митрофан Ильич погибает, и Муся продолжает путь одна. Встречается с местными жителями, попадает в партизанский отряд. Драгоценности хотели вывезти самолётом, однако пришлось нести золото пешком. Она прошла шестьсот километров по вражеским тылам до встречи с солдатами Красной армии.

## В ролях
- Наталья Варлей — Муся Волкова, машинистка в госбанке по прозвищу «Репей»
- Александр Плотников — Митрофан Ильич Корецкий, старший кассир банка
- Лариса Лужина — Матрёна Рубцова, знатный животновод из колхоза «Красный пахарь»
- Виктор Перевалов — Толя Златоустов, ремесленник, партизан
- Александр Январёв — Николай Железнов, партизан
- Николай Крючков — лесник, партизанский связной
- Валентина Ананьина — Варя, колхозница-партизанка
- Вера Бурлакова — колхозница-партизанка
- Александр Граве — колхозник-партизан, отец Матрёны
- Маргарита Жарова — пленная
- Станислав Коренев — гауптштурмфюрер СС
- Светлана Коновалова — хозяйка дома

## Съёмочная группа
- Авторы сценария:
  - Борис Полевой
  - Дамир Вятич-Бережных
- Режиссёр-постановщик: Дамир Вятич-Бережных
- Главный оператор: Пётр Сатуновский
- Художник-постановщик: Евгений Черняев
- Композитор: Георгий Фиртич
- Звукооператор: О. Упеник
- Дирижёр: Марк Эрмлер
- Текст песен: В. Орлов
- Директор картины: Е. Нагорная

## Съёмки
Съёмки фильма проходили в Мончегорске.